# A Cooperative Strategy for 21st Century Seapower
A Cooperative Strategy for 21st Century Seapower ist die maritime Militärstrategie  der Vereinigten Staaten, deren erste Fassung im Oktober 2007 gemeinsam von den Stabschefs der United States Navy, des United States Marine Corps und der United States Coast Guard vorgestellt wurde. Eine aktualisierte Fassung wurde im März 2015 veröffentlicht. A Cooperative Strategy for 21st Century Seapower ist das erste Strategiepapier, das von allen drei maritimen Teilstreitkräften der USA getragen wurde. In der ersten Version liegt der Schwerpunkt auf Kooperation zwischen Staaten und Vertrauensbildung, in der zweiten Version werden die militärischen Aspekte stärker betont.

## Inhalt
Im Strategiepapier des Jahres 2007 (CS 21) werden sechs Kernaufgaben der US-Seestreitkräfte genannt: Vorwärtspräsenz (forward presence), Abschreckung (deterrence), Kontrolle der wichtigsten Seeverbindungswege (sea control), Machtprojektion von und auf See (power projection), Gewährleistung maritimer Sicherheit (maritime security) und humanitäre Hilfeleistung (humanitarian assistance/disaster reponse). CS 21 war an zwei Leitmotiven orientiert, maritimer Kooperation und Vertrauensbildung. Die kooperativen Überlegungen richteten sich an Partnernationen der USA. Die gemeinsame Verantwortung für den maritimen Raum und die Sicherheit auf und von See wurde betont. Seehandel, Prosperität und sozialer Frieden sollten von Küstenwachen, Polizeikräften und weiteren maritimen Behörden und Einrichtungen aller Nationen geschützt werden, gemeinsam, dezentral und ausdrücklich nicht US-geführt. Dazu sei ein hohes Maß an gegenseitigem Vertrauen aufzubauen und zu pflegen. Daher nehme maritime Diplomatie den gleichen konzeptionellen und strategischen Rang ein wie klassische Seemachtaufgaben.
In der Formulierung des Jahres 2015 (CS-21R) wurden die Motive Kooperation und Vertrauen zwar beibehalten, traten aber in den Hintergrund. Es folgte eine Rückbesinnung auf die Kernmissionen von Seestreitkräften. Maritime humanitäre Hilfeleistung und Katastrophenhilfe werden nur noch mittelbar erwähnt, nicht mehr als strategische Kernfähigkeiten. Geografisch steht die um den Indischen Ozean erweiterte asiatisch-pazifische Weltregion im Mittelpunkt. Aber auch Vorwärtspräsenz im europäischen Raum (Mittelmeer, Ostsee) wird genannt.